# Carlo Felice Trossi

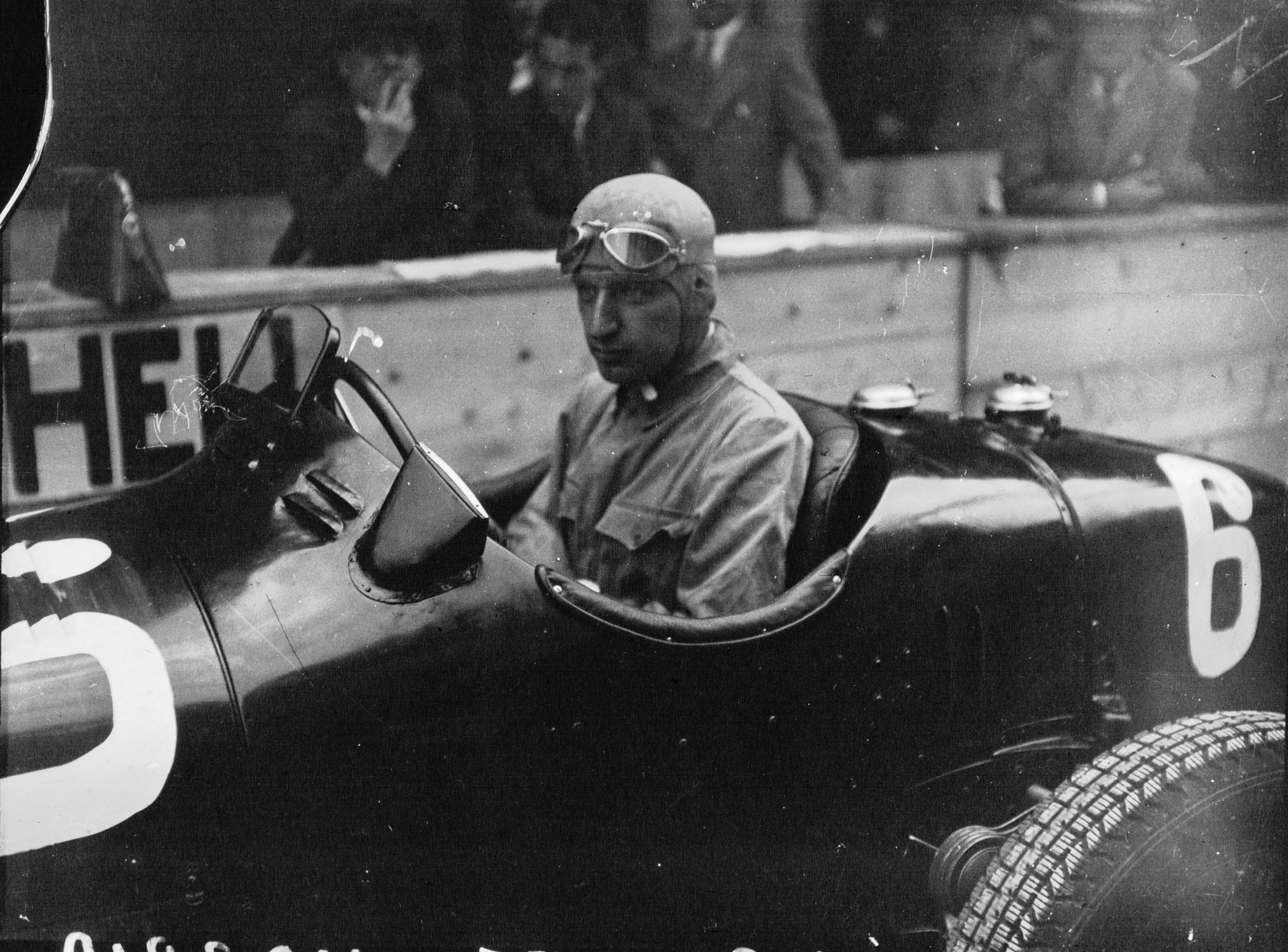
Trossi au GP de Montreux, en 1934.

Le comte Carlo Felice Trossi (né le 27 avril 1908 à Biella, en Italie et mort le 9 mai 1949 à Milan) était un pilote automobile et un constructeur d'automobiles italien. 

## Biographie
Durant sa carrière, Carlo Felice Trossi court surtout pour deux équipes officielles : Daimler-Benz AG et Alfa Corse. Après avoir fini deuxième des Mille Miglia en 1932, et remporté la Targa Abruzzi en 1933 pour le Scuderia Ferrari, il remporte aussi la IIIe Coppa Principessa di Piemonte sur une Maserati 6C Ms d'usine en 1937, et il gagne surtout ultérieurement le Grand Prix d'Italie 1947 et le Grand Prix de Suisse 1948. Il meurt à 41 ans, d'une tumeur au cerveau.

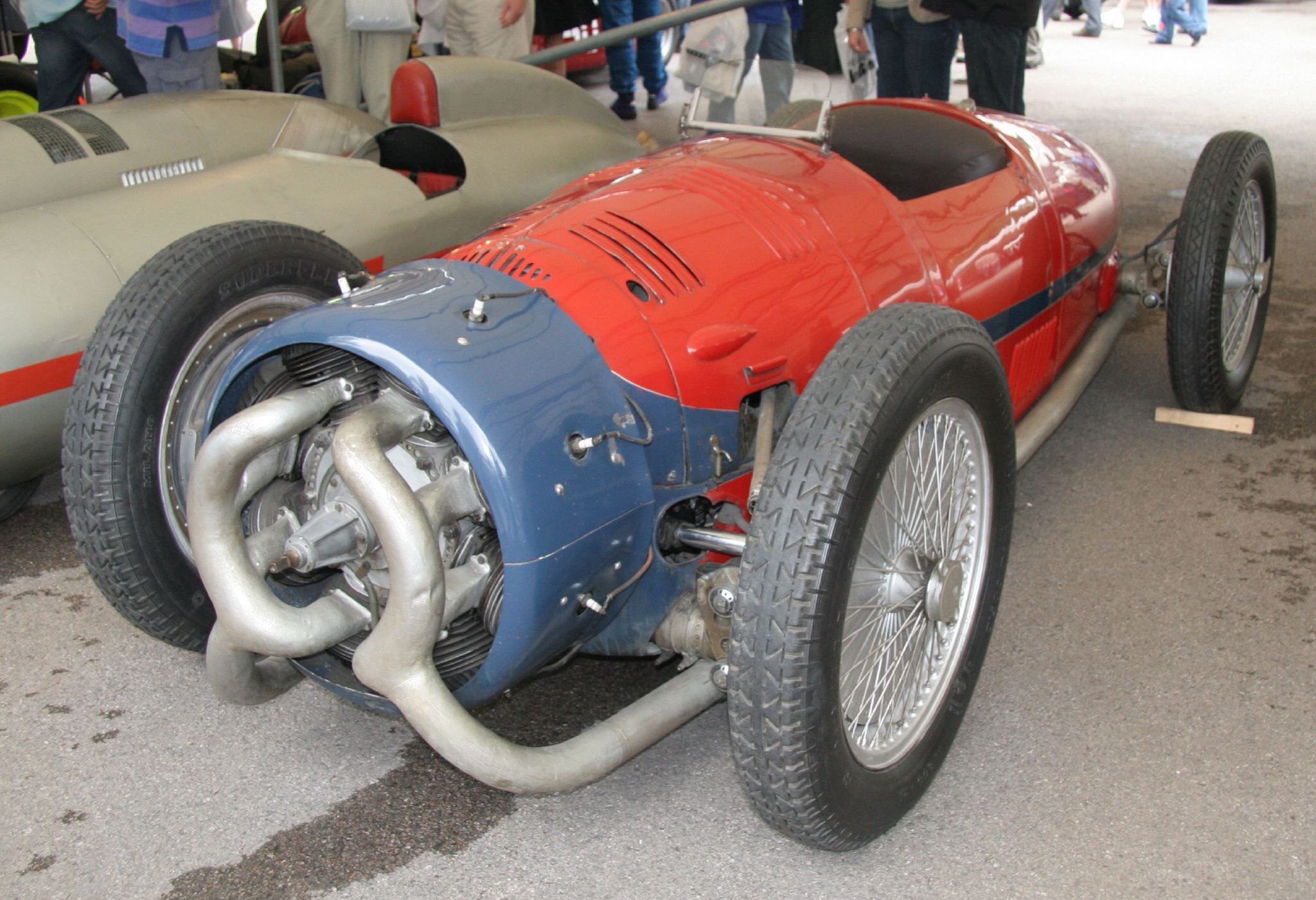
La Monaco-Trossi construite par Carlo Felice Trossi et Augusto Monaco, visible au Museo Nazionale dell'Automobile, en Italie.

Carlo Felice Trossi a également construit une des voitures de Grand Prix les plus surprenantes : la Monaco-Trossi. Motorisée par un seize cylindres deux temps composé de deux blocs de huit cylindres en étoile en porte-à-faux avant. Dessinée par Augusto Monaco (en), la voiture était très spectaculaire. Cependant, elle était très dangereuse en raison de la répartition des masses de 75-25. Engagée au Grand Prix d'Italie 1935, elle ne prend pas le départ de l'épreuve.

## Titre
- Championnat d'Europe de la montagne des Voitures de course 1933, sur Alfa Romeo 8C 2600 et Alfa Romeo Tipo B (victoires à Gaisberg -Salzbourg-, et à Monte Ceneri -Lugano-).

## Source de traduction
- (en) Cet article est partiellement ou en totalité issu de l’article de Wikipédia en anglais intitulé « Carlo Felice Trossi » (voir la liste des auteurs).